# Dermatinus
Dermatinus is een geslacht van wantsen uit de familie van de Pyrrhocoridae (Vuurwantsen). Het geslacht werd voor het eerst wetenschappelijk beschreven door Stål in 1853.

## Soorten
Het genus bevat de volgende soorten:

- Dermatinus aethiopicus Lethierry, 1883
- Dermatinus limbifer Stäl, 1855
- Dermatinus lugens Stål, 1854
- Dermatinus notatus Wallengren, 1875